# HD245990
HD245990 є хімічно пекулярною зорею спектрального класу
A1 й має видиму зоряну величину в смузі V приблизно 10,5.

## Пекулярний хімічний вміст
Зоряна атмосфера HD245990 має підвищений вміст 
Si
.